# Tramway du Sud-Ouest Lausannois
Het traject van de Tramway du Sud-Ouest Lausannois (afgekort: TSOL) werd op 24 mei 1991 geopend. Deze sneltramlijn wordt als lijn M1 binnen het metronet van Lausanne aangeduid.

## Geschiedenis
Nadat de Technische Universiteit en de Universiteit in de jaren 1970 zich naar het zuidwesten van de stad Lausanne hadden verplaatst werd de behoefte van het vervoer snel groter. In 1983 werd een eerste studie voor de bouw van een lightrail tussen het stadscentrum en Renens gepresenteerd. De bouw van dit traject begon in het voorjaar van 1988.
Het traject met een lengte van 7,8 kilometer verbindt het centrum van de stad (Flon) met de École Polytechnique Fédérale de Lausanne (EPFL), de Universiteit van Lausanne (UNIL) en de voorstad Renens. Aangezien er geregeld gekruist moet worden is de term metro niet op zijn plaats; eerder is er sprake van een tramlijn bereden met lightrail-voertuigen.
De ondergronds gelegen stations zijn Flon, Vigie en Malley.
De Tramway Sud-Ouest Lausannois werd op 2 juni 1991 geopend. In de loop van 2000 werd de naam Metro West gewijzigd in metro M1. De TSOL gebruikt treinen die bij SBB het type Bem 550 dragen.

## Elektrische tractie
Het traject werd geëlektrificeerd met 750 volt gelijkspanning.

## Afbeeldingen

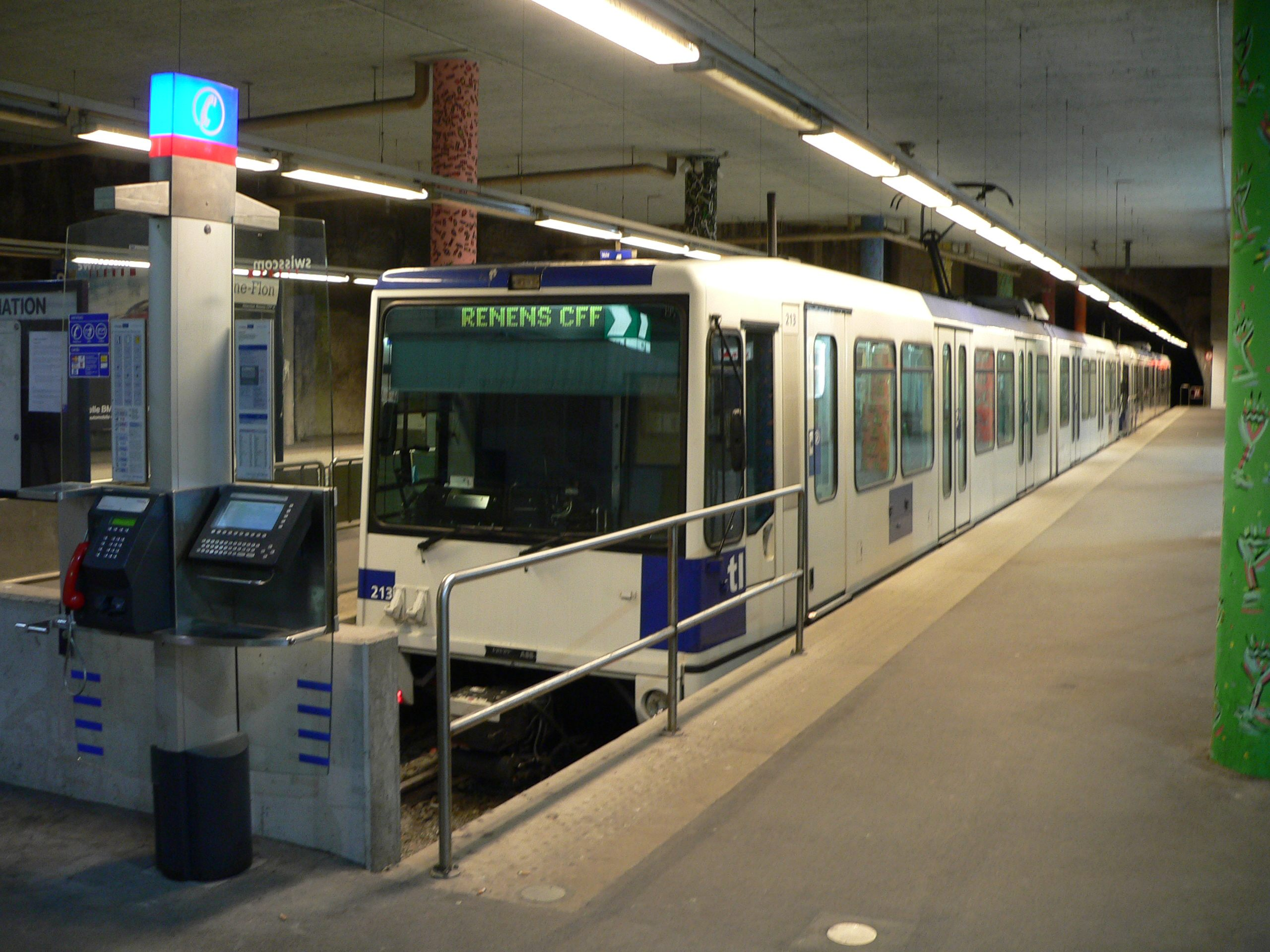
Station Flon
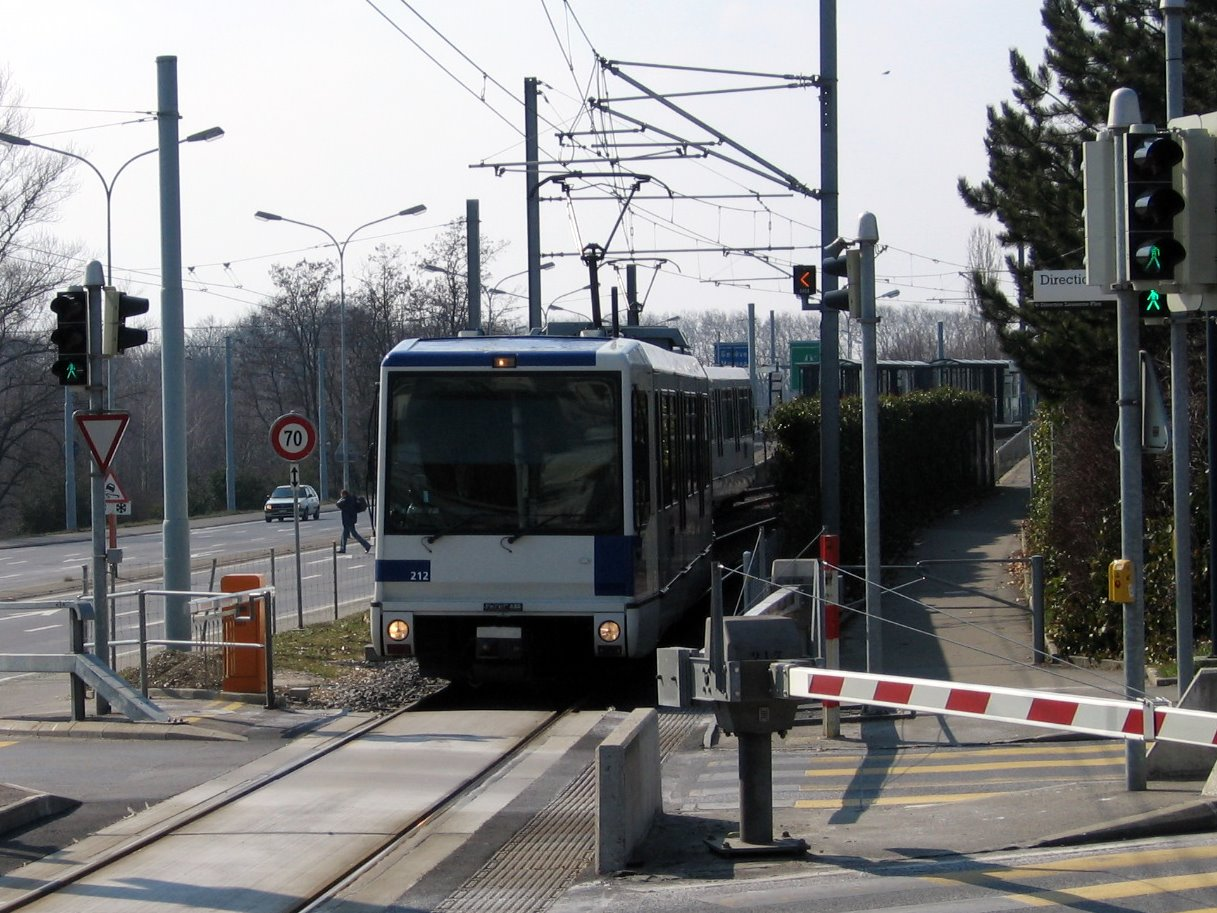
Bij Bourdonnette
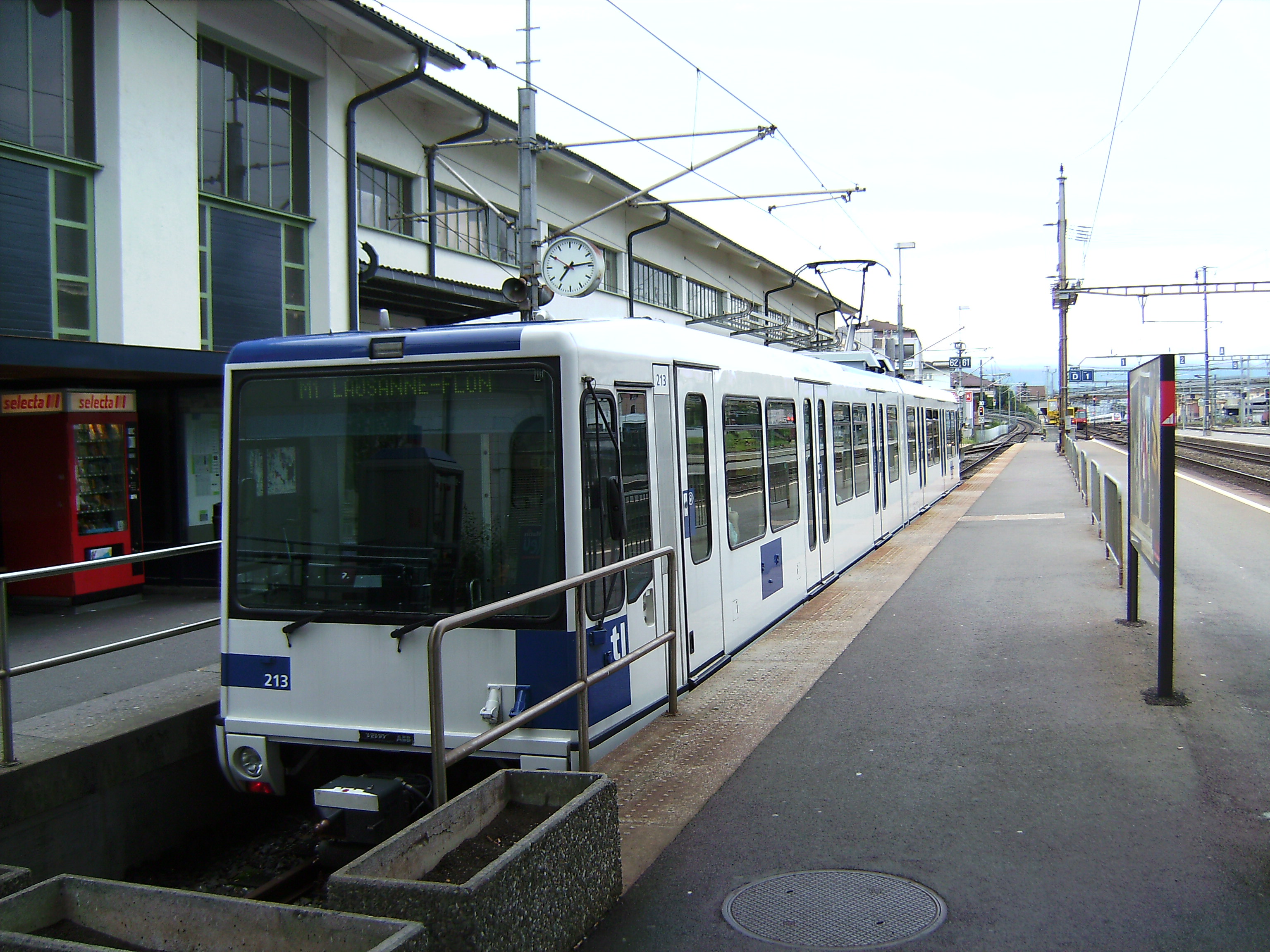
Station Renens